# Kuopio
Kuopio ([kúopijo] ) je mesto na Finskem in glavno mesto regije Severni Savo. Leži v Finskem pojezerju. Prebivalcev Kuopia je približno 124.000, medtem ko ima podregija približno 145.000 prebivalcev. Je 8. najbolj naseljena občina na Finskem in sedmo najbolj naseljeno mestno območje v državi.
Kuopio ima skupno površino 4326,35 kvadratnih kilometrov, od tega je 719,85 km² vode in polovica gozda. Čeprav je prebivalstvo mesta razpršeno 38/km², so urbana območja mesta poseljena sorazmerno gosto (mestno območje: 1618/km²), zaradi česar je Kuopio drugo najgosteje naseljeno mesto na Finskem. Konec leta 2018 je imelo njegovo mestno območje približno 90.000 prebivalcev. Skupaj z Joensuujem je Kuopio eno glavnih urbanih, gospodarskih in kulturnih središč vzhodne Finske.
Kuopio je po vsej državi znan kot eno najpomembnejših študijskih mest ter središč privlačnosti in rasti. Zgodovino mesta je zaznamovalo več združitev občin od leta 1969, zaradi česar Kuopio zdaj vključuje veliko podeželja; prebivalstvo Kuopia je preseglo 100.000, ko se je mesto Nilsiä pridružilo mestu v začetku leta 2013. Ko se je Maaninka pridružila Kuopiu v začetku leta 2015, je Kuopio postal največja finska skupnost za proizvodnjo mleka in druga največja skupnost za proizvodnjo govedine na Finskem. Poleg tega je bil konec leta 2010 Kuopio znan po številnih velikih projektih, ki so po metropolitanskem območju Helsinkov največji v vsej državi. Z velikim turističnim središčem v Tahkovuoriju je Kuopio zrasel tudi v veliko turistično mesto. Letališče Kuopio, ki je v občini Siilinjärvi, in z več kot 235.000 potniki leta 2017 peto najbolj prometno letališče na Finskem.
Po raziskavi Kuntarating iz leta 2017 ima Kuopio najbolj zadovoljne prebivalce med 20 največjimi mesti, po raziskavi iz leta 2018 pa je Kuopio najboljše mesto za investitorje v nepremičnine. V raziskavi Kuntien imago 2018 je Kuopio na drugem mestu med velikimi mesti na Finskem za Seinäjokijem v Južni Ostrobotniji. V raziskavi T-media o privlačnosti in vplivu desetih največjih mest v letih 2021, 2022 in 2023 je Kuopio drugo najprivlačnejše mesto na Finskem, prvo mesto pa ima Tampere.
Kuopio je bil leta 2020 evropska gastronomska regija. Znan je tudi kot domovina Kalakukka, tradicionalne savonske hrane, zato je Kuopio znan tudi pod vzdevkom »obljubljena dežela Kalakukko«.

## Etimologija
Za imenom Kuopio se skriva več razlag. Prvi je ta, da je v 16. stoletju neka vplivna oseba z imenom Kauhanen v Tavinsalmiju spremenila svoje ime v Skopa in izgovorjava ljudi je bila Coopia in končno Cuopio. Druga razlaga je, da izhaja iz glagola kuopia, kar pomeni 'šapa', ko konj s kopitom taca po tleh. Tretja razlaga je, da izvira iz nekega karelskega moškega imena Prokopij, iz Ruokolahtija v srednjem veku. Ta razlaga je najverjetnejša in jo podpira Finski raziskovalni inštitut za jezike.

## Zgodovina
V petdesetih letih 15. stoletja so pod vplivom Mikaela Agricole v Kuopionniemiju ustanovili cerkev in župnijo. Guverner Per Brahe mlajši je leta 1653 ustanovil mesto Kuopio, vendar je uradni datum priznan kot 17. november 1775, ko je kralj Gustav III. Švedski ukazal uradno ustanovitev mesta.
Obdobje ruske vladavine (1809–1917) je prineslo opazen razvoj prometa v vzhodni Finski. Sajmenski prekop (1856) je odprl poletno pot proti Baltskemu morju, savonska železnica (1889) pa je izboljšala promet pozimi.
Po drugi svetovni vojni se je prebivalstvo mesta znatno povečalo, deloma zaradi naselitve karelskih evakuirancev in visoke rodnosti. Hitra rast prebivalstva je silila v širitev šol; konec 1940-ih je bila zagotovljena tudi podpora za šolske prevoze in zagotavljanje brezplačne šolske prehrane (revni so jo v Kuopiu prejemali od leta 1902). V 1960-ih se je začela prva gradnja dejanskega predmestja Puijonlaakso. Od takrat so nova območja rasla po vrsti: vnajprej Puijonlaakso in Tiihotar (kot del Saarijärvija); v 1970-ih Saarijärvi, Kelloniemi in Levänen; V 1980-ih Jynkkä in Neulamäki.
Občina Maaninka se je pridružila mestu Kuopio leta 2015, mestu Nilsiä leta 2013 in Karttula leta 2011, tako kot Vehmersalmi leta 2005, Riistavesi leta 1973 in Kuopion maalaiskunta leta 1969.

## Geografija
Mesto je obdano z jezerom Kallavesi, več njegovih delov pa je zgrajenih na otokih. S površino 472,76 kvadratnih kilometrov je jezero Kallavesi deseto največje jezero na Finskem. Po morju Yoldia, ki je sledilo Weichselovemu poledenitvi in je bilo pred Baltskim morjem, so starodavne plaže do 140 m nad sedanjo morsko gladino, od katerih je trenutno jezero Kallavesi 82 m nad morsko gladino. Obsežne obale in otoki Kuopia so uporabljeni tudi v projektu Saaristokaupunki (dob. arhipelaško mesto), največjem stanovanjskem območju, ki se trenutno gradi na Finskem. Saaristokaupunki je leta 2015 sprejel skupno 14.000 prebivalcev. Vse hiše so od najbližje obale jezera oddaljene največ 500 metrov.
Tržni trg Kuopio je nesporno središče mesta in mestno središče sledi gosto zgrajenemu mrežnemu vzorcu z več parki in ozkimi ulicami. Okolje mesta je precej značilno; površinske oblike središča obrežja so tako spremenljive, da je ravna posest zaželena redkost. Naselje se je razširilo izven središča Kuopia saj je cenovno dostopen za javni prevoz, nova okrožja pa so bila zgrajena v občinskem pogonu naenkrat; na primer, Saaristokaupunki je bil prepovedan za gradnjo v zadnjih 25 letih in ta Kuopio conska tradicija ima dolgo zgodovino. Zaradi zgoraj omenjenih dejavnikov je gostota prebivalstva središča mesta Kuopio največja na Finskem.
Z okoliškimi jezeri je obala v Kuopiu dolga 4760 kilometrov. Za teren so značilni tudi bogati gozdovi, jasno središče gozda Kuopio's lund pa je predvsem na območju med Kuopio, Nilsiä in Siilinjärvi. Od finskih občin ima Kuopio drugo največje število koč in počitniških hiš. Leta 2013 je bilo število koč 8684. Število poletnih domov v Kuopiu se je v zadnjih letih povečalo zaradi občinskih združenj. Zaradi obilice vodnih teles ima Kuopio tudi izredno ugodno podnebje glede na zemljepisno širino. Letna vsota efektivne temperature je v Kuopiu približno tako visoka kot v krajih južneje od njega, na primer v Tampereju in Lahtiju.

### Podnebje
Kuopio spada v cono celinskega podnebja (Köppnova podnebna klasifikacija Dfb), ki meji na subarktično podnebno cono (Köppen Dfc). Zime so dolge in hladne, s povprečnimi najvišjimi temperaturami pod lediščem od novembra do marca, poletja pa so kratka in relativno mila. Največ padavin pade pozno poleti in zgodaj jeseni. Poletja so razmeroma topla za njegovo zemljepisno širino, zlasti v nižinah. To je posledica vpliva jezera, zaradi česar je v poletnih nočeh veliko toplejše kot na območjih, ki so oddaljena od vode. Pozimi se morska zmernost odpravi, ko jezero zamrzne. Povprečne temperature za vse letne čase so se v zadnjih desetletjih segrele.

## Gospodarstvo
Gospodarska struktura Kuopia je zelo raznolika. Leta 2008 je bilo v Kuopiu okoli 4200 podjetij, od tega približno 180 izvoznih podjetij. Ti so zagotovili približno 45.000 delovnih mest. Ta je v letu 2016 narasla na skupaj okoli 5050 podjetij, od tega jih več kot 190 posluje tudi s tujino. Skupaj je 50.877 delovnih mest. Poslovne storitve mesta Kuopio igrajo pomembno vlogo pri razvoju poslovnega življenja mesta Kuopio. Poslovna storitev spodbuja razvoj podjetij, ki delujejo v Kuopiu, in izboljšuje delovno okolje podjetij. Najpomembnejša stvar pri razvoju poslovnih okolij je izboljšanje ponudbe nepremičnin in poslovnih prostorov. Univerzitetna bolnišnica Kuopio (KUH) je za mestom Kuopio drugi največji delodajalec v Kuopiu.
Turizem je velikega pomena za poslovno življenje Kuopia; kamp Rauhalahti je eden od pokazateljev strokovnega znanja Kuopia, saj je edini kamp s petimi zvezdicami na Finskem. Mesto ima tudi celovito hotelsko ponudbo za turizem, med katerimi je eden najbolj opaznih Hotel Savonia, del hotelske verige Best Western, v okrožju Puijonlaakso. Urejanje nastanitev in programskih storitev daje veliko delovnih mest. Kuopio's Entrepreneurs (Kuopion Yrittäjät), lokalno združenje Savonia Entrepreneurs (Savon Yrittäjät), deluje v Kuopiu.
Najpomembnejši nedavni poslovni projekti so centralizacija Honeywellovih finskih operacij v Kuopiu, dokončanje tovarne genske medicine Ark Therapeutics, koncentracija pomorske industrije, ki jo je zgradila Bella Boats v Marine Parku v Haapaniemijevem Siikaniemiju, in gradnja 15 milijonov EUR vredne montaže Junttana obrat v Kylmämäkiju konec leta 2008. Na mestu Junttanove sedanje tovarne v Särkilahtiju je prostor za velik nakupovalni center. Na 9,7 ha velikem zemljišču, ki sta ga za 11 milijonov evrov kupila Savocon in TKD Finland, je stavbna pravica 58.500 kvadratnih metrov. Pomemben industrijski igralec je tudi podjetje Savon Sello iz Sorsasala, ki je v lasti Powerflute Oyj. Eden največjih projektov in naložb zadnjih let je priprava na izgradnjo Finnpulpove največje in najsodobnejše tovarne celuloze mehkega lesa v Kuopiu. Najpomembnejši maloprodajni naložbi sta hipermarket Prisma, dokončan decembra 2007, in Päiväranta's K-Citymarket, dokončan avgusta 2008. V Pitkälahtiju je bila odprta trgovina s strojno opremo Kodin Terra, novembra 2012 pa tudi nakupovalni center Matkus skupine Ikano na območju Hiltulanlahti in veleblagovnica IKEA maja 2013.

## Kultura
Kuopio je znan kot kulturno središče vzhodne Finske. Eno najpomembnejših kulturnih prizorišč Kuopia so Muzej Kuopio, Muzej umetnosti Kuopio in Mestno gledališče Kuopio v središču mesta. Na voljo je širok spekter izobraževanja od glasbenega (od vrtca do doktorskega študija) in plesnega izobraževanja ter aktivno kulturno življenje. Pomembni dogodki vključujejo ANTI – Festival sodobne umetnosti, Kuopio Dance Festival, Kuopio Rockcock, Kuopio Wine Festival, Kuopio Marathon in Finland Ice Marathon pozimi. Pomemben kraj za uživanje v lokalnem okusu življenja in hrane Kuopia pa je Sampo, ribja restavracija, ki jo obožujejo domačini in turisti.
Kuopio je znan po povezavi z nacionalno poslastico, finskim ribjim pecivom (Kalakukko), in narečju Savo, pa tudi po hribu Puijo in stolpu Puijo. Poleg tega, da je zelo priljubljeno rekreacijsko območje na prostem, Puijo služi tudi kot prizorišče letne tekme svetovnega pokala v smučarskih skokih.
Prebivalci Kuopia imajo poseben sloves: znani so kot veseljaki in se verbalno šalijo. Znotraj kulture Savo je odgovornost interpretacije zgodbe naložena poslušalcu. Prebivalci regije Kuopio in vzhodne Finske so imeli vedno številne zdravstvene težave in umrljivost je bila višja kot v povprečju na Finskem. Zaradi tega je bila vzhodna Finska vroča točka za študije javnega zdravja. Projekt Severne Karelije Univerze v Kuopiu v sodelovanju z Nacionalnim inštitutom za javno zdravje in Svetovno zdravstveno organizacijo, ki se je začel v 1970-ih, je bil eden od prvih korakov k raziskavam svetovnega razreda. Ti je tudi zgodovinska psihiatrična bolnišnica Niuvanniemi v zahodnem delu mesta v okrožju Niuva.
V 2000-ih se je Kuopio zelo dobro uvrstil v številnih raziskavah podobe, priljubljenosti in privlačnosti mesta. Leta 2007 je bil tretji, za Tamperejem in Oulujem.